# مقیاس نیوتن
مقیاس نیوتن مقیاسی برای اندازه‌گیری دما بود که توسط اسحاق نیوتن در حدود سال ۱۷۰۰ میلادی پیشنهاد شد.
این مقیاس در ابتدا دمای هوا را به ۱۲ بخش تقسیم می‌کرد که از سرمای هوای زمستان تا گرمای زغال تابیده آتش در آشپزخانه‌ها را پوشش می‌داد. این مقیاس به اندازه‌ای خام و ناقص بود که بعدها نیوتن آن را تغییر داد وی ظرفی از روغن بزرک را تهیه کرد و تغییرات حجم آن را نسبت به گرما اندازه گرفت وی پی برد که تغییر حجم این روغن میان دمای برف آب‌شده تا دمای آب جوش ۷٫۲۵٪ است.
بعد از آن صفر حرارتی را به عنوان دمای ذوب برف و ۳۳ درجه را به عنوان دمای جوش آب تعریف کرد. مقیاس نیوتن پیش از سلسیوس بود و سیلسیوس زمانی که مقیاسش را طراحی کرد از مقیاس نیوتن آگاه بود. نیوتن ابزار خود را "دماسنج" نامید.
یکای نیوتن برابر است با ۱۰۰/۳۳ (تقریباً ۳٫۰۳) کلوین یا درجه سلسیوس و صفر مشترک با مقیاس سیلسیوس دارد.

## تبدیل دما مقیاس نیوتن
|                                                                                         | از مقیاس نیوتن            | به مقیاس نیوتن              |
| --------------------------------------------------------------------------------------- | ------------------------- | --------------------------- |
| سلسیوس                                                                                  | [°C] = [K] − ۲۷۳٫۱۵       | [K] = [°C] + ۲۷۳٫۱۵         |
| فارنهایت                                                                                | [°F] = [K] × 9⁄5 − ۴۵۹٫۶۷ | [K] = ([°F] + ۴۵۹٫۶۷) × ۵⁄۹ |
| رانکین                                                                                  | [°R] = [K] × ۹⁄۵          | [K] = [°R] × ۵⁄۹            |
| برای فاصله دمایی نه یک دمای خاص ۱ K = ۱°C = ۹⁄۵°F = ۹⁄۵°R مقایسه دما در مقیاس‌های متفاوت |                           |                             |

## کتابشناسی
- Grigull, U. (1984), "Newton's temperature scale and the law of cooling", Heat and Mass Transfer, 18 (4): 195–199, Bibcode:1984W&S....18..195G, doi:10.1007/BF01007129.